# Bali (Zigarettenmarke)

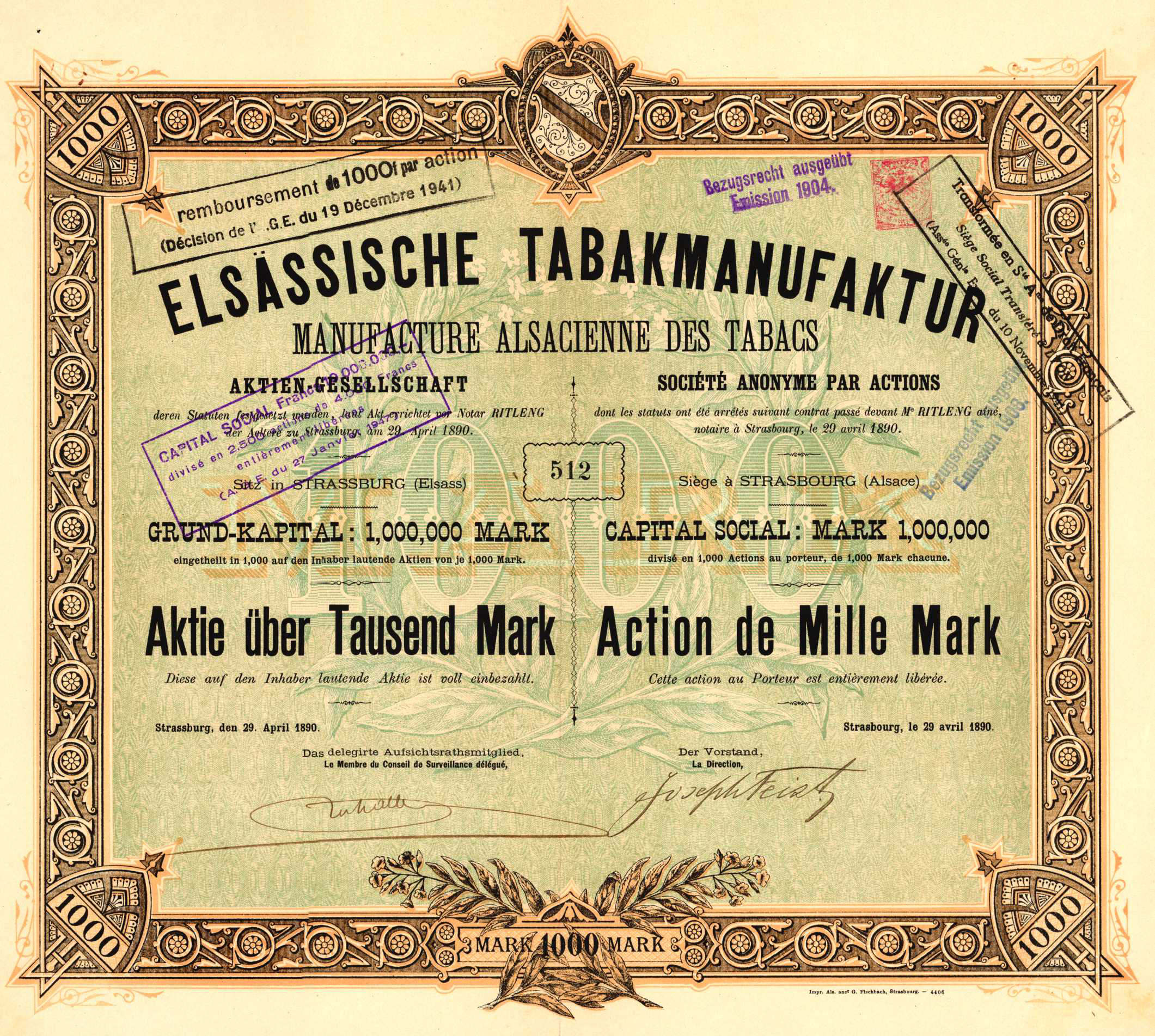
Historische Aktie einer Tabakfabrik aus dem damaligen süddeutschem Raum.

Bali war eine Zigarettenmarke der  Eilebrecht Cigaretten- und Rauchtabak-Fabriken AG in Baden-Baden.

## Beschreibung
Die Marken Bali, Greiling und Westminster, die vor allem in Süddeutschland verbreitet waren, wurden zum Teil mit deutschen Tabaken hergestellt. Bali war wie Roth-Händle eine aus dunklerem Tabak hergestellte Zigarette. Da sie zu über der Hälfte aus in Deutschland angebautem Tabak hergestellt wurde, konnte sie Tabaksteuererleichterungen in Anspruch nehmen und günstiger angeboten werden.